# 金剛寺 (青梅市)
金剛寺（こんごうじ）は、東京都青梅市にある真言宗豊山派の寺院。

## 歴史
承平年間（931年 - 938年）、平将門の開基である。平将門が当地に来たとき、馬の鞭にしていた梅の枝を地に挿して「我が望み叶うなら根づくべし、その暁には必ず一寺建立奉るべし」と誓いを立てた。すると根付き成長したことから、誓いどおりに寺を創建した。これが当寺の起源である。
将門が植えた梅の木に実がなったが、なぜか成熟せず青いままだった。いつしか、この梅の木は「将門誓いの梅」と呼ばれるようになり、青い梅の実の逸話から、「青梅」という地名の由来となった。この将門誓いの梅は、本堂前にある。現在は二代目にあたる。
元亨年間（1321年 - 1324年）に頼遍上人が中興した。
三田氏・後北条氏・徳川氏（江戸幕府）と領主は変われども、手厚く保護されてきた。当寺から真言宗豊山派管長を二人輩出している。

## 文化財
- 絹本著色如意輪観音像（重要文化財 大正15年4月19日指定）[4]
- 金剛寺表門（東京都指定有形文化財 昭和51年7月1日指定）[5]
- 絹本着色田辺清右衛門惟良画像（東京都指定有形文化財 昭和51年7月1日指定）[6]
- 絹本着色高野四所明神図（東京都指定有形文化財 昭和51年7月1日指定）[7]
- 青磁鉢（東京都指定有形文化財 昭和51年7月1日指定）[8]
- 金剛寺聖教（東京都指定有形文化財 昭和51年7月1日指定）[9]
- 灌頂文要集（東京都指定有形文化財 昭和51年7月1日指定）[10]
- 三宝院伝法灌頂聞書（東京都指定有形文化財 昭和51年7月1日指定）[11]
- Siddham反音私抄（東京都指定有形文化財 昭和51年7月1日指定）[12]
- 寺領安堵状（青梅市指定有形文化財 昭和39年11月3日指定）[13]
- 三田氏位牌裏書（青梅市指定有形文化財 昭和39年11月3日指定）[13]

## 交通アクセス
- 青梅駅より徒歩15分。